# Grotte de la Cauna
La grotte de la Cauna ou grotte de la Caune est une grotte située à Belvis, dans le département français de l'Aude, en région Occitanie.
Elle a livré des vestiges humains datés du Châtelperronien et a également été occupée au Magdalénien.

## Localisation
En pays de Sault, la grotte est située dans la commune de Belvis (Aude), à environ 500 m à l'est du village, à 960 m d'altitude. Située sur le flanc nord de la plaine du ruisseau des Taillades, elle surplombe la plaine d'Espezel en face du pic de l'Ourtiset,.
Sa géologie la rattache aux faciès calcaires et marneux du Crétacé inférieur nord-pyrénéen, ce qui est le cas pour la majeure partie du pays de Sault sauf pour la partie sud de ce dernier qui dépend de la zone pyrénéenne axiale.

## Toponymie
Le mot cauna apparaît dans les actes écrits en 1213. C'est le vocable occitan le plus classique pour désigner une grotte. Il désigne aussi bien les grottes non fortifiées que les grottes fortifiées.

## Description
Elle surplombe un talus abrupt. Son entrée, tournée vers le sud, s'ouvre sur une grande salle qui se termine par un petit boyau court. Le site archéologique se trouve entre l'avant-porche et la salle, sur une surface d'environ 65 m2 protégée aux deux-tiers par une haute voûte. Le tout bénéficie d'une bonne luminosité.

## Fouilles
Elle a été fouillée par Dominique Sacchi de 1969 à 1979.

## Stratigraphie
- couches 1 à 4 : Magdalénien supérieur[8]
  - couche 1 : remaniée, grisâtre - Magdalénien VI[7]
  - couche 2 : argilo-sableuse jaunâtre - Magdalénien VI[7]
  - couche 3 : argilo-sableuse brunâtre - Magdalénien VI[7]
  - couche 4 : cailloutis anguleux - Magdalénien VI[7]
- couche 5 : irrégulière, argile gris-jaune, archéologiquement stérile[7]
- couche 6 : épaisse, argile karstique jaune, archéologiquement stérile[7]
  - couche 7a : passée, argilo-sableuse brunâtre[7]
- couches 7 à 10 : Châtelperronien[8] (34000 à 36000 AP)[9]
  - couche 7 : poche de cryoturbation (?), avec des cailloux anguleux et des fragments de plancher stalagmitique liés par une argile jaune-gris. Industrie lithique très pauvre, indéterminée ; et restes de faune[7]. Cet horizon a livré les plus anciennes traces de séjour humain[10].
  - couche 8 : poche de cryoturbation (?), avec des cailloux souvent dressés verticalement, liés par une argile sableuse jaune[7]
  - couche 9 : poche de cryoturbation (?) argilo-sableuse jaune-gris, avec des cailloux et des blocs. Vestiges de faune[7]
  - couche 10 : couche d'argile sableuse jaune entourant des cailloux anguleux[7]

### Art mobilier
Gravure d'oiseau sur côte
Une côte gravée d'une figure d'oiseau a été mise au jour par Jean-Pierre Clément en juillet 1969 (deux mois avant le début de la campagne de fouilles de D. Sacchi), provenant de l'horizon constitué des couches C1 à C4 (Magdalénien). L'oiseau est une sorte de grand échassier dont la tête est pourvue d'un grand œil, d'une sorte de crête ou d'aigrette et d'un bec long, droit et pointu. Le cou est très long et sinueux. Le corps, disproportionné, est marqué 14 stries curvilignes qui pourraient indiquent peut-être le plumage. Les pattes sont très écartées ; celle de gauche est repliée vers l'arrière, avec une représentation sommaire du pied. L'arrière-train est terminé par une longue queue en panache ressemblant à celle d'un renard, et s'appuie sur ce qui semble curieusement être troisième patte placée en béquille, supportant le corps en déséquilibre. 

Le tout donne une impression de course.
L'art quaternaire n'a livré que très peu de figurations d'oiseaux, et particulièrement d'échassiers. Cette pièce de la Caune est une rareté, et est de plus une figuration des plus curieuse. Elle a été remise au dépôt de fouilles de Carcassonne.

## Autre mobilier
En sus de la côte gravée d'une figure d'oiseau, l'horizon des couches C1 à C4 a également livré des têtes de harpons à barbelures bilatérales typiques du Magdalénien VI (Magdalénien final).
La couche 7 a livré une soixantaine de pièces lithiques de type moustérien et quelques ossements d'animaux fragmentés, dont un échantillon a été daté à 35 424 ans ± 1 140 AP, par la méthode 14C SMA.

## Protection
L'édifice est inscrit au titre des monuments historiques depuis 1989.